# Čoltovo
Čoltovo (hongrois : Csoltó) est un village de Slovaquie situé dans la région de Košice.

## Histoire
La première mention écrite du village date de 1291.
La localité fut annexée par la Hongrie après le premier arbitrage de Vienne le 2 novembre 1938. En 1938, on comptait 564 habitants dont 20 d'origine juive. Elle faisait partie du district de Tornaľa (hongrois : Tornaljai járás). Le nom de la localité avant la Seconde Guerre mondiale était Čoltovo/Csoltó. Durant la période 1938 - 1945, le nom hongrois Csoltó était d'usage. À la libération, la commune a été réintégrée dans la Tchécoslovaquie reconstituée.

## Démographie

### Évolution de la population
| Année:               | 1994. | 2004.    | 2014.   | 2024.   |
| -------------------- | ----- | -------- | ------- | ------- |
| Nombre de personnes: | 421   | 470      | 484     | 470     |
| Différence:          |       | +11,63 % | +2,97 % | -2,89 % |

| Année:               | 2023. | 2024. |
| -------------------- | ----- | ----- |
| Nombre de personnes: | 470   | 470   |
| Différence:          |       | +0 %  |